# Geophilus gracilis
Geophilus gracilis is een duizendpotensoort uit de familie van de Geophilidae. De wetenschappelijke naam van de soort is voor het eerst geldig gepubliceerd in 1870 door Meinert.